# جيري هسو
جيري هسو (بالإنجليزية: Jerry Hsu)‏ هو متزلج لوحي أمريكي، ولد في 17 ديسمبر 1981 في سان خوسيه في الولايات المتحدة.